# Myennis sibirica
Myennis sibirica är en tvåvingeart som beskrevs av Josef Aloizievitsch Portschinsky 1891. Myennis sibirica ingår i släktet Myennis och familjen fläckflugor. Inga underarter finns listade i Catalogue of Life.